# Sungnyangpali sonyeoui jaerim
Resurrection of the Little Match Girl (coreà 성냥팔이 소녀의 재림 romanitzada Sungnyangpali sonyeoui jaerim) és una pel·lícula d'acció de Corea del Sud del 2002. Es va projectar al Festival de Cinema de Londres de 2003 i va ser la pel·lícula d'obertura del FanTasia aquell mateix any.
La pel·lícula es va inspirar en el conte de Hans Christian Andersen de 1845 "La petita venedora de llumins".

## Argument
La història està ambientada a la Corea moderna. La venedora de llumins vaga pels carrers, intentant vendre els seus llumins. Ningú comprarà res i les botigues l'expulsen. Freda i famolenca, intenta escalfar-se les mans amb els llumins. Un transeünt li diu que hauria d'ensumar els fums, cosa que fa. Al no sentir més gana ni fred, veu com els flocs de neu es converteixen en pètals de cirera, i enmig del bonic paisatge mor al carrer.
Ju i el seu amic Lee entretenen dues dones joves en un bar. Lee és un jugador popular de StarCraft en un torneig. En Ju està més interessat en els seus àpats i se'n va sol. Treballa com a repartidor, humiliat pel seu patró. Vol ser un gran jugador com el seu amic Lee, que guanya el torneig i es converteix en un professional.
Ju passa l'estona a l'arcade del joc, on coneix la venedora de llumins i compra un encenedor. Ell segueix la noia, però a ella se li uneix un altre home, així que en Ju els segueix des de lluny. Surten en un vaixell, i Ju es desperta davant de l'arcade, sostenint el llumí però la venedora de llumins ha desaparegut. Ell la busca però no en troba rastre. Truca al número del llumí i és rebut amb un missatge de benvinguda al joc "La resurrecció de la nena de llumins". Després d'escoltar una explicació del joc i els seus perills, Ju s'uneix. Ha de deixar morir la noia, però ella ha de morir pensant en ell com la seva estimada.
Aleshores se li mostra a Ju alguns dels personatges dels quals ha de salvar la venedora de llumins. Els plans d'un recol·lector d'òrgans són frustrats per una petita banda i una pistolera que condueix una motocicleta. Ju més tard coneix aquesta dona, es diu Lara i se la descriu com a lesbiana. Ju li demana que el prengui com a estudiant, però ella el rebutja.
La banda planeja intentar violar la venedora de llumins, durant la qual el seu líder apareixeria per salvar-la, colpejant els seus subordinats per guanyar-se el seu cor. però una altra colla apareix i captura la noia. Lara els lluita, però és noquejada i se salva de la mort per la intervenció de Ju. Persegueixen els gàngsters fins a una discoteca, on Lara és ferida després d'un tiroteig.
El líder ordena matar a Lara, però després rep una trucada del Sistema. Es demostra que Ju és un virus sospitós i, en lloc d'això, se'l dirigeix. En Ju va de camí a l'hospital amb la Lara quan li diuen que si va a l'hospital perdrà. Ju abandona Lara i agafa les seves armes i la seva motocicleta. Aviat, Ju és perseguit per soldats i, mentre fuig d'ells, és salvat pel dissenyador del Sistema, que s'amaga al món disfressat de pescador. També coneix el seu amic Lee, que el deixa anar.
Ju troba la venedora de llumins i la porta a un restaurant mentre esquiva els soldats. L'endemà al matí la noia es desperta al seu costat i se'n va amb la seva metralladora. La noia segueix venent els seus llumins, però ara reacciona amb la seva arma quan la rebutja. Ràpidament es converteix en una icona popular. Després de més intents fallits dels gàngsters i els soldats per capturar-la, va amenaçar de disparar-se si s'hi acostava. Els soldats es retiren, però el líder de gàngsters parla amb ella; ella l'odia per haver matat el seu xicot i podria fer servir les seves últimes bales contra ell. Ella dispara al gàngster malalt d'amor, però quan mor ell diu que no va matar el seu xicot, sinó que ho va fer el Sistema. La venedora de llumins és portada per ser reprogramada.
Ju troba el dissenyador del sistema pescant al moll i li demana consell. Li diuen que demani un verat on posa la Lara. El verat resulta ser una poderosa pistola de joguina. Armat amb el verat i acompanyat de Lara, que va ser salvada pel dissenyador, Ju ataca el propi Sistema. Després d'una batalla que porta a l'edifici del Sistema, la Lara és assassinada i Ju entra sol.
A dins, es troba amb un món virtual canviant i enemics que emergeixen d'arreu. Pot sentir on és la venedora de llumins i corre per diversos paisatges fins a ella. Torna a trobar-se amb en Lee, i després que Ju el derroti, caminen cap al nucli del sistema. Lee rep un tret però a Ju se li permet entrar sol.
En Ju es felicita per la seva actuació, però és massa tard: la venedora de llumins ja ha estat reprogramada i no el reconeix. En un intent desesperat d'arribar-hi, Ju és assassinat i apareixen les paraules "Game Over". Ju protagonitza la pantalla del joc i després torna a ser un repartidor.
Es mostra una altra versió del final del joc. En aquesta versió, Ju demana que torni l'encenedor a la venedora de llumins, i se li permet fer-ho. Mentre ell li entrega, la seva llàgrima cau a la mà de la noia. Aquesta vegada, quan la noia és conduïda, agafa una metralladora i els dispara. La noia persegueix una papallona fins al mar, disparant-hi mentre corre sobre les onades, però ho troba a faltar. Li disparen a l'esquena i s'enfonsa. Ju es submergeix i la salva. Llavors el dispara a la papallona, fent que el món es trenqui.
Ju es desperta en un lloc desconegut, on viu amb la venedora de llumins, que ha oblidat tot del seu passat.

## Repartiment
- Lim Eun-kyung — Venedora de llumins
- Kim Hyun-sung—Ju
- Kim Jin-pyo — Lee
- Jin Xing — Lala
- Myung Gye-nam
- Jung Doo-hong — Oberan
- Kangta — Estrella convidada especial
- Lee Chung-ah
- Lee Han-garl - Orunpal
- Seo Jae-kyeong

## Premis
Grand Bell Awards (2003)
- Millor direcció artística (Choi Jeong-hwa)
- Millor disseny de vestuari
- Millors efectes visuals (Cha Soo-min, Hwang Hyun-kyu, Kim Sung-hoon)